# Тест Векслера
Тест Векслера (другие названия: шкала Векслера, тест интеллекта Векслера) является одним из самых популярных тестов исследования интеллекта в западных странах (особенно в англоязычных странах). Назван по имени создателя — Дэвида Векслера (1896—1981), американского психиатра и психолога еврейского происхождения, профессора клинической психологии Медицинского колледжа Университета Нью-Йорк.
Тест проводится клиническим психологом. В России он широко известен и также широко используется, особенно в государственных больницах. Является необходимым для получения инвалидности у некоторых специалистов (психиатр, невролог).

## Субтесты
Тест Векслера включает 12 субтестов, составляющих невербальную и вербальную шкалы.

## Возрастные варианты
В настоящее время используются 3 варианта теста Векслера:
- тест WAIS (Wechsler Adult Intelligence Scale), предназначенный для тестирования подростков и взрослых (от 16 лет);
- тест WISC (Wechsler Intelligence Scale for Children) — для тестирования детей и подростков (от 6 до 16 лет);
- тест WPPSI (Wechsler Preschool and Primary Scale of Intelligence) для детей от 2 лет 6 месяцев до 7 лет 7 месяцев.

В России адаптированы WAIS и WISC.